# اللغة الصغدية

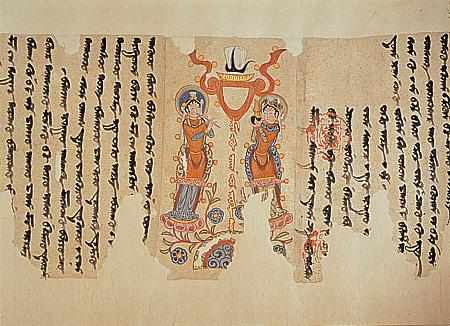
ورقة من نصوص الصغدية المانوية.

اللغة الصُغدية (بالفارسية: زبان سُغدی) هي إحدى اللغات الفارسية للفرع الشمالي الشرقي ولغة منطقة بلاد الصغد الخصبة الواقعة بين نهر جيحون وسیحون. كان مركز الصغدیین هو سمرقند. تم التحدث باللغة الصغدية في الأصل في وادي نهر زرفشان والمناطق المحيطة به، وأصبحت فيما بعد لغة وسيطة في جزء كبير من سمرقند. على مدى عشرة قرون، من القرن الثاني إلى القرن الثاني عشر الميلادي، كانت هذه اللغة أهم لغة إيرانية في تركستان الحالية بلاد ما وراء النهر، واللغة التجارية لطريق الحرير ولطالما كانت وسيلة للتواصل بين ثقافات الشرق. وغرب آسيا. كانت اللغة الصغدية نشطة كلغة منطوقة ومكتوبة حتى القرن التاسع الميلادي وبدأ تراجعها بعد القرن الحادي عشر. أصبحت اللغة الصغدية قديمة بسبب التأثير والتطور التدريجي للغة الفارسية الوسطى، والتي حظيت بدعم الحكومة الساسانية، وكذلك اللغة التركية، التي نتجت عن غزو القبائل الناطقة بالتركية. من ناحية أخرى، اكتسبت المزيد من الزخم.
اليوم، اللغة الوحيدة الباقية من اللهجات الصغدية هي الیغنابية، التي يتحدث بها في جبال طاجيكستان.